# Folle Jeunesse

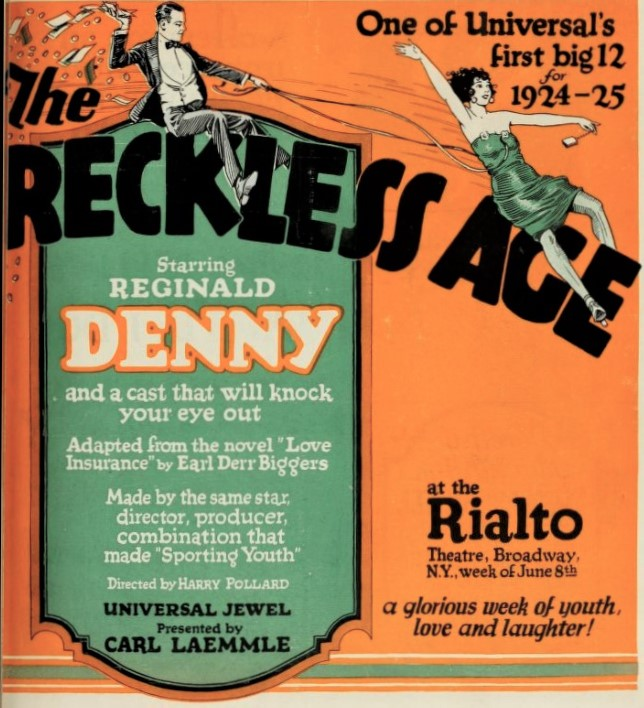
Affiche promotionnelle du film

Folle Jeunesse (The Reckless Age) est une comédie dramatique muette réalisée par Harry A. Pollard en 1924, mettant en vedette Reginald Denny. Elle a été produite et distribuée par Universal Pictures. Elle est basée sur le roman Love Insurance d'Earl Derr Biggers et est un remake d'un ancien film, Love Insurance (1919) de Paramount, aujourd'hui perdu.
Ce film est conservé au Filmmuseum d'Amsterdam,.

## Distribution
- Reginald Denny : Dick Minot
- Ruth Dwyer : Cynthia Meyrick
- John Steppling : Spencer Meyrick
- May Wallace : tante Meyrick
- William Austin : Lord Harrowby
- Tom McGuire : Martin Mur
- Fred Malatesta : Manuel Gonzales
- Henry A. Barrows : Jean Thacker
- Frederick Vroom : Owen Johnson
- William E. Lawrence : John Paddock
- Hayden Stevenson : Henry Trimmer
- Frank Leigh : George Jenkins